# Mosquée Malek
La mosquée Malek ou mosquée de l'Imam (en persan : مسجد جامع ملک) date de la période seldjoukide. Elle est située en Iran, dans la ville de Kerman, rue Imam Khomeiny. Elle est inscrite depuis le 15/07/1364 de l'Hégire dans la liste des monuments nationaux d'Iran sous le N° 760.

## Architecture
La mosquée Malek est la plus grande et la plus ancienne de la ville de Kerman. Elle dispose d'une très grande cour. Elle a été construite par le shah Turan Ier sous le règne des Seldjoukides, au Ve siècle de l'Hégire. Elle se situe aujourd'hui dans la partie sud du quartier du bazar de Kerman. La mosquée mesure 101 mètres de long sur 91 mètres de large. Il a existé, dans le passé, un canal appelé mastora, attribué à la fille du shah Turan Ier qui traversait l'espace de la mosquée.
Il y a un demi-siècle, le canal a été asséché.
La mosquée a une superficie de 9 191 mètres carrés, trois portes d'entrée et quatre iwans.
La tour seldjoukide est construite en briques au nord-est de la mosquée. Sa partie supérieure a été détruite et il ne reste plus que les murs jusqu'à 6 mètres de hauteur.

## Galerie

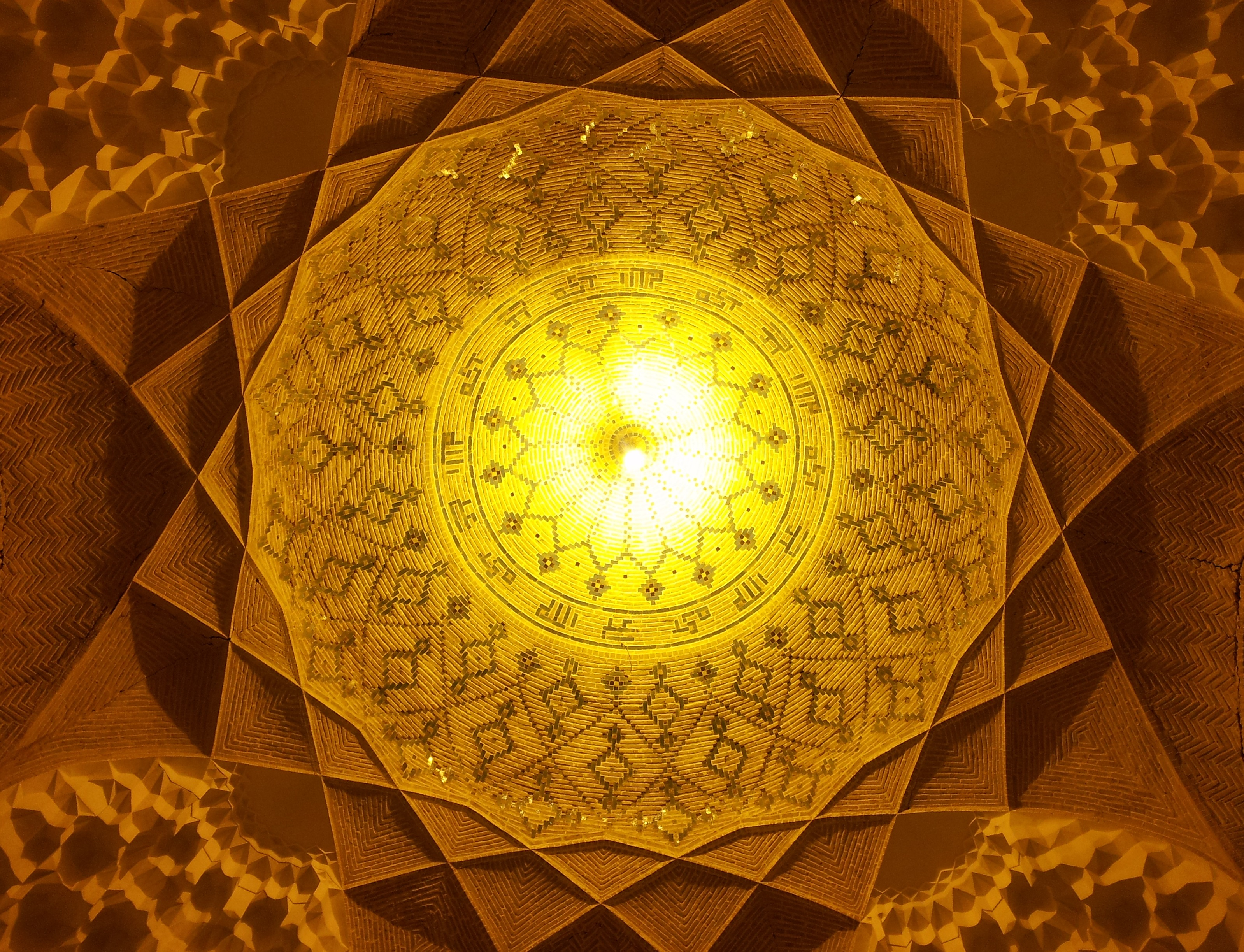
سقف مسجد ملک
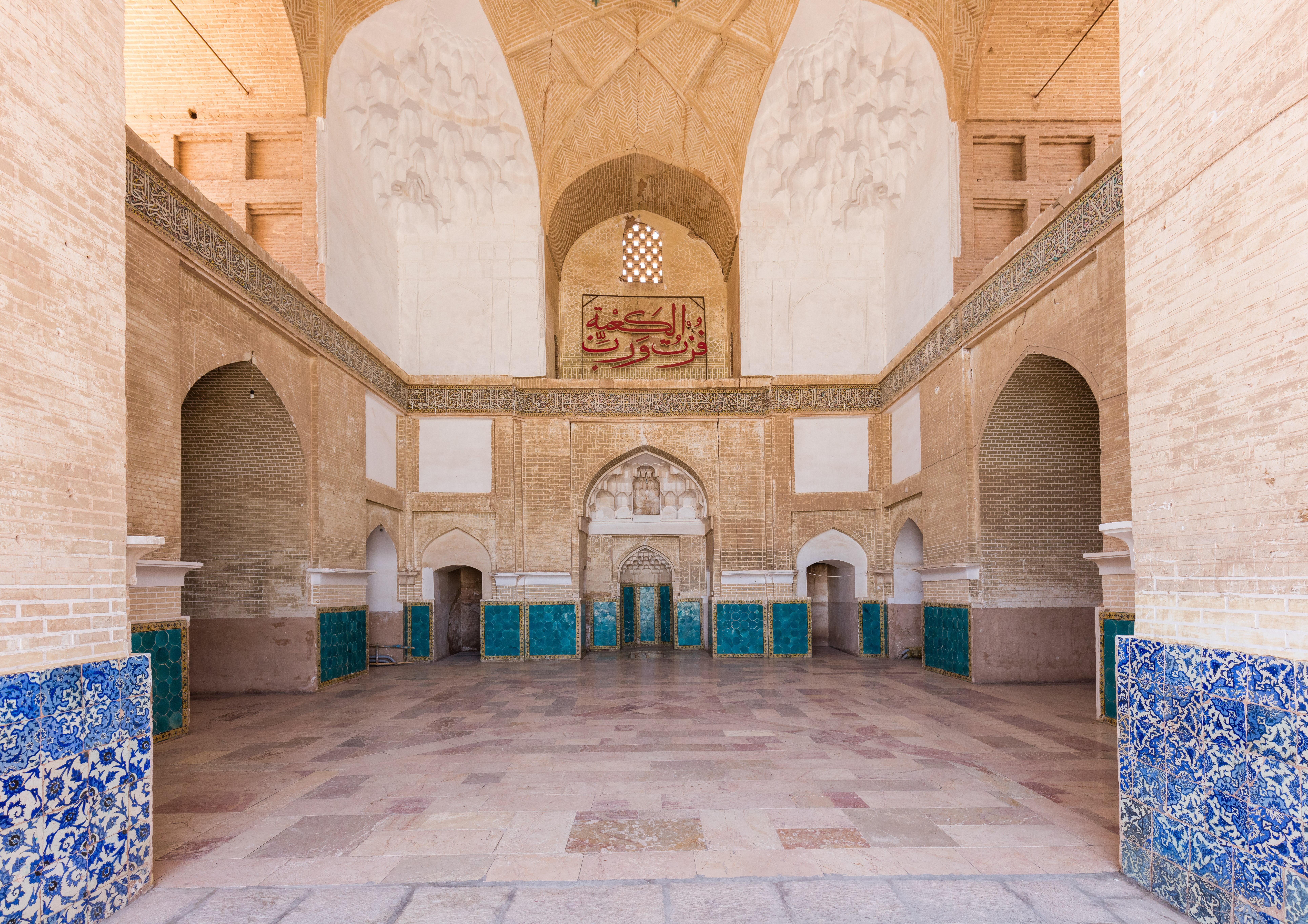
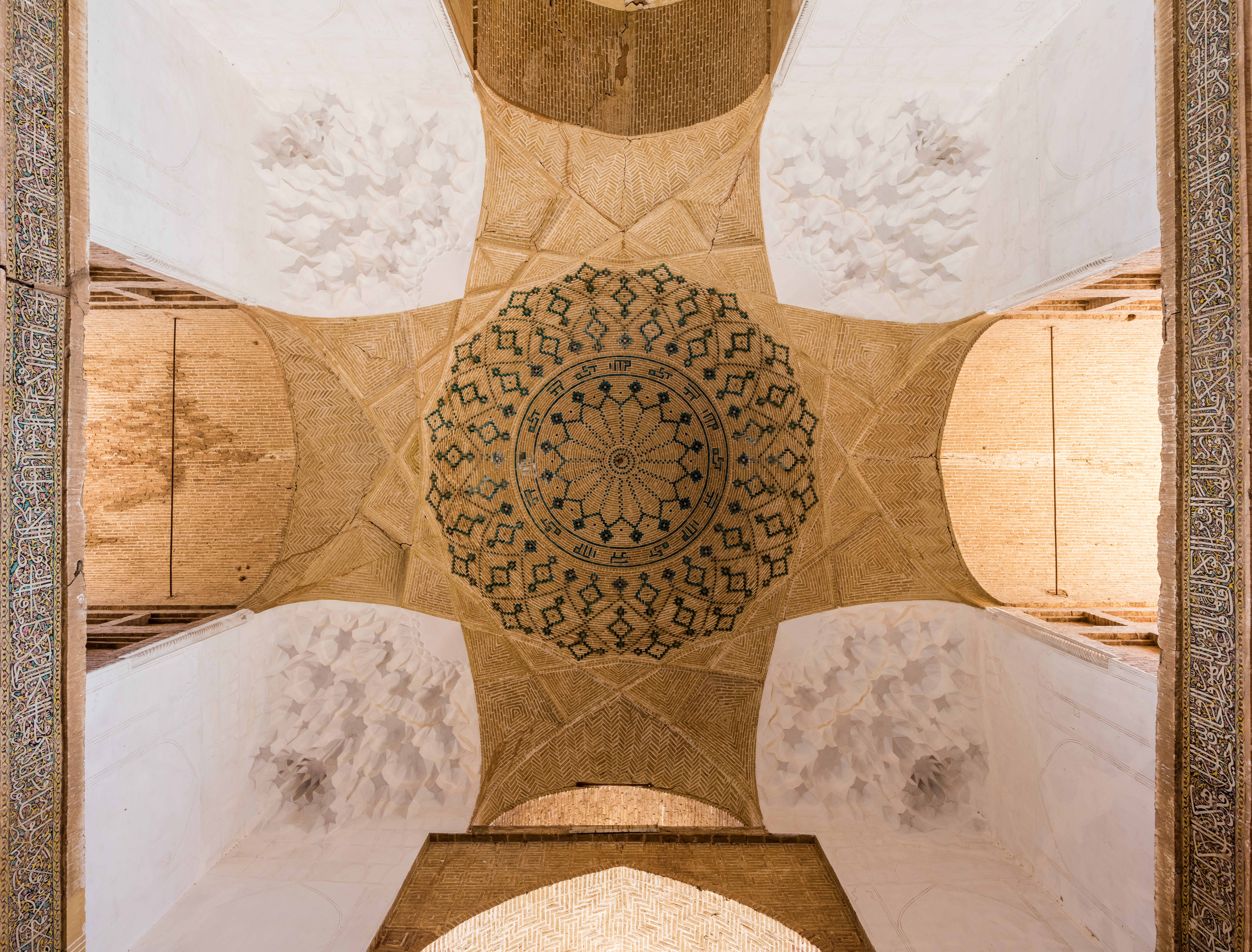
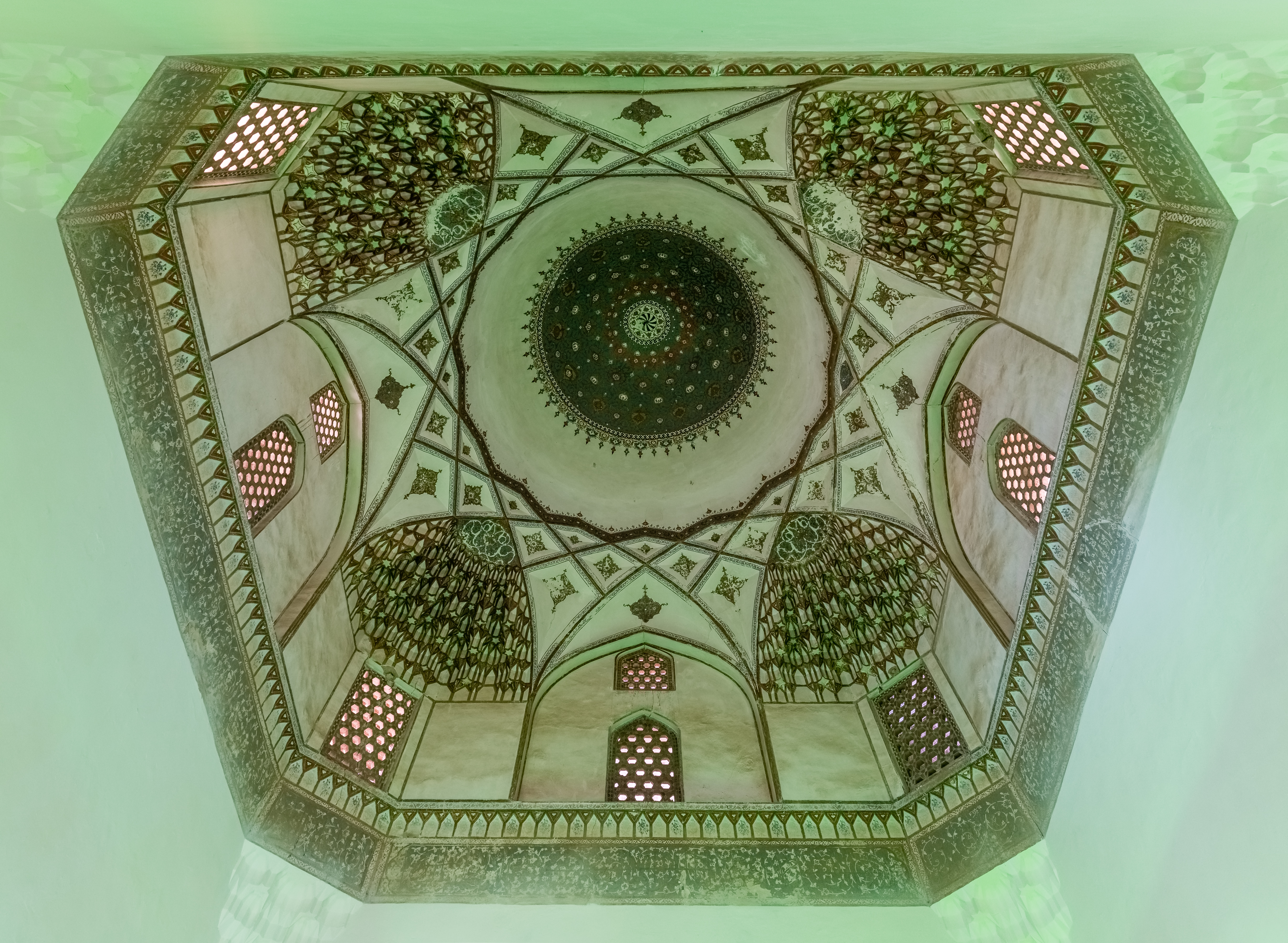
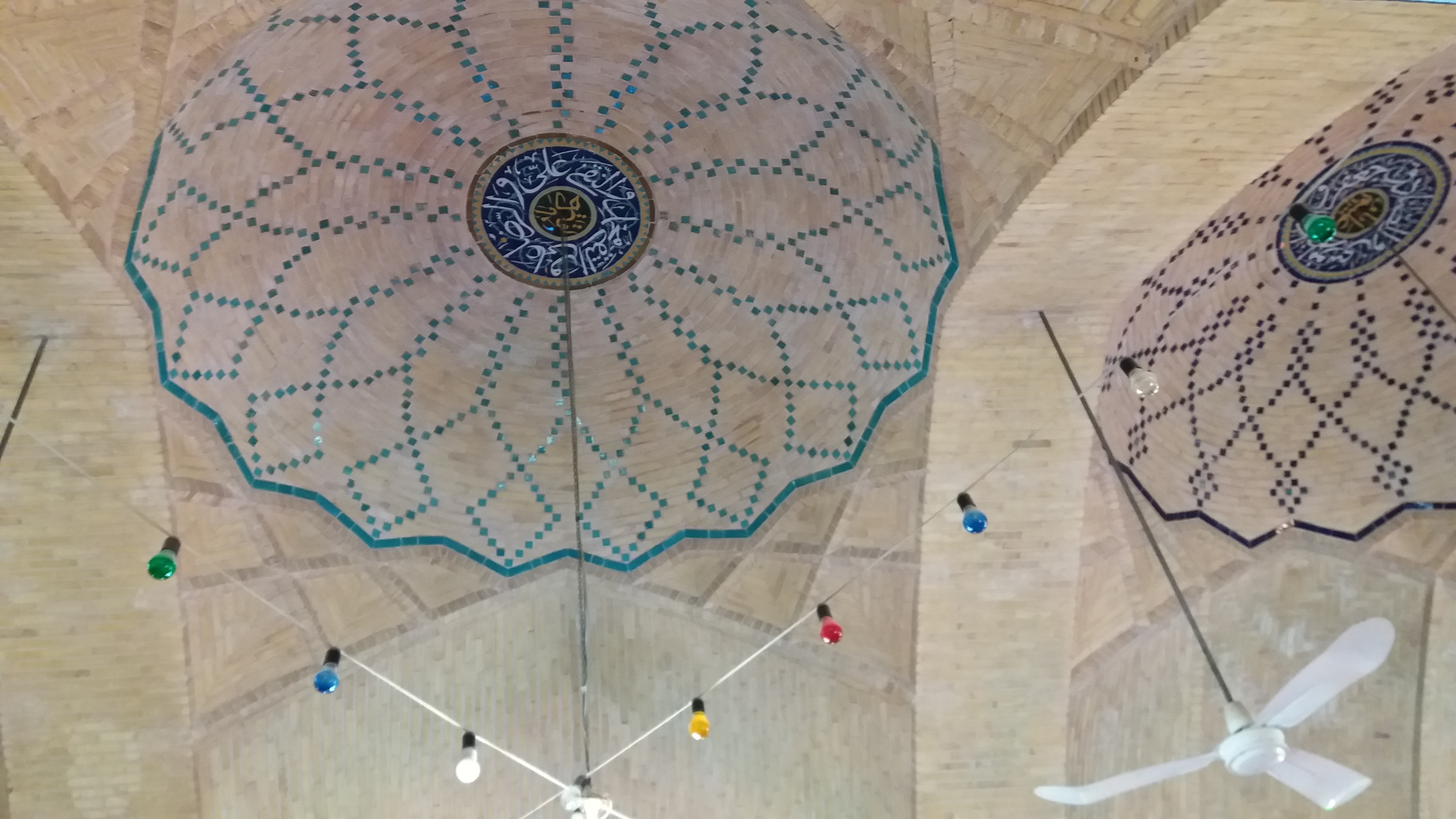
Mosquée Malek à Kerman
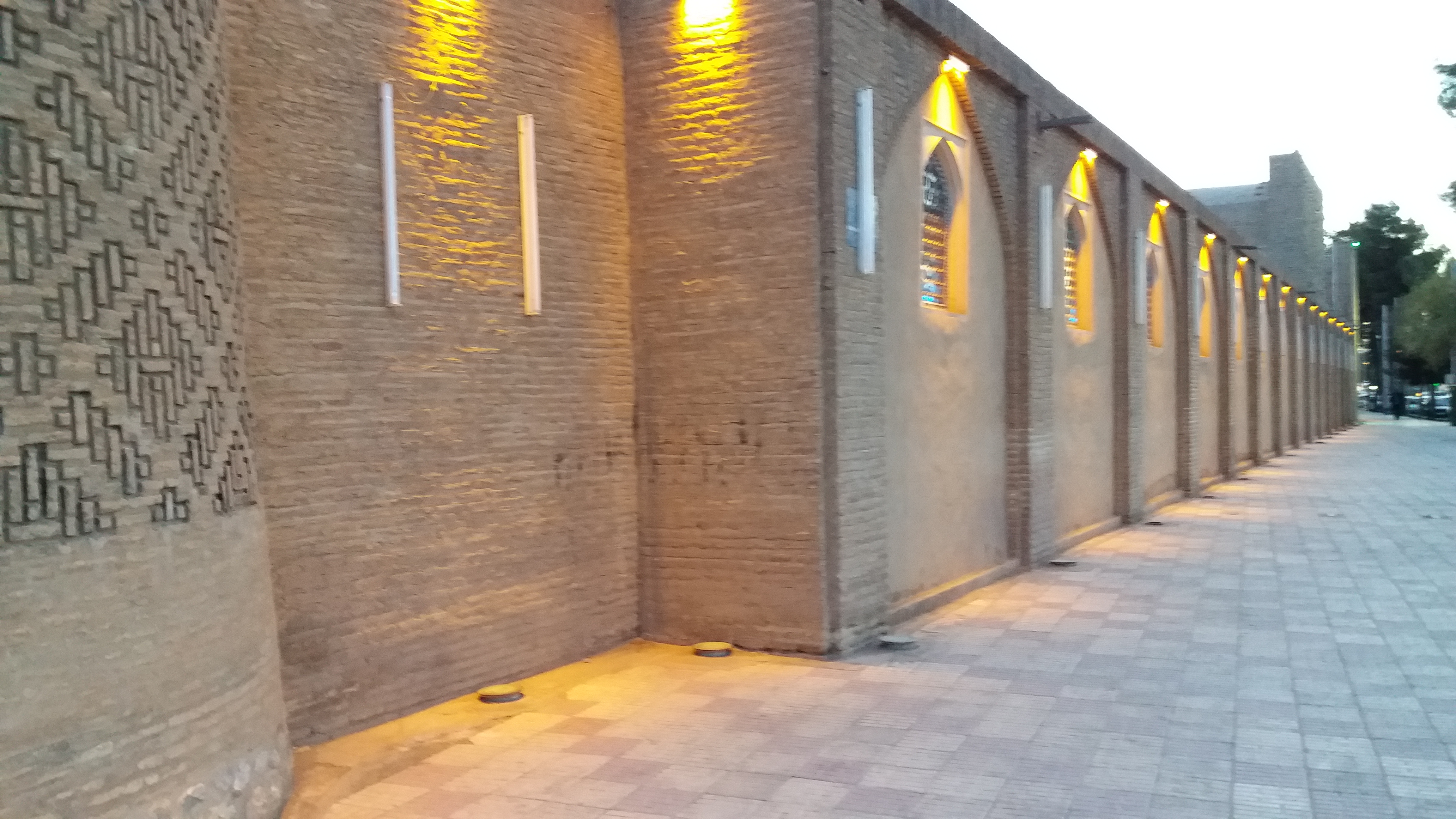
Mosquée Malek à Kerman
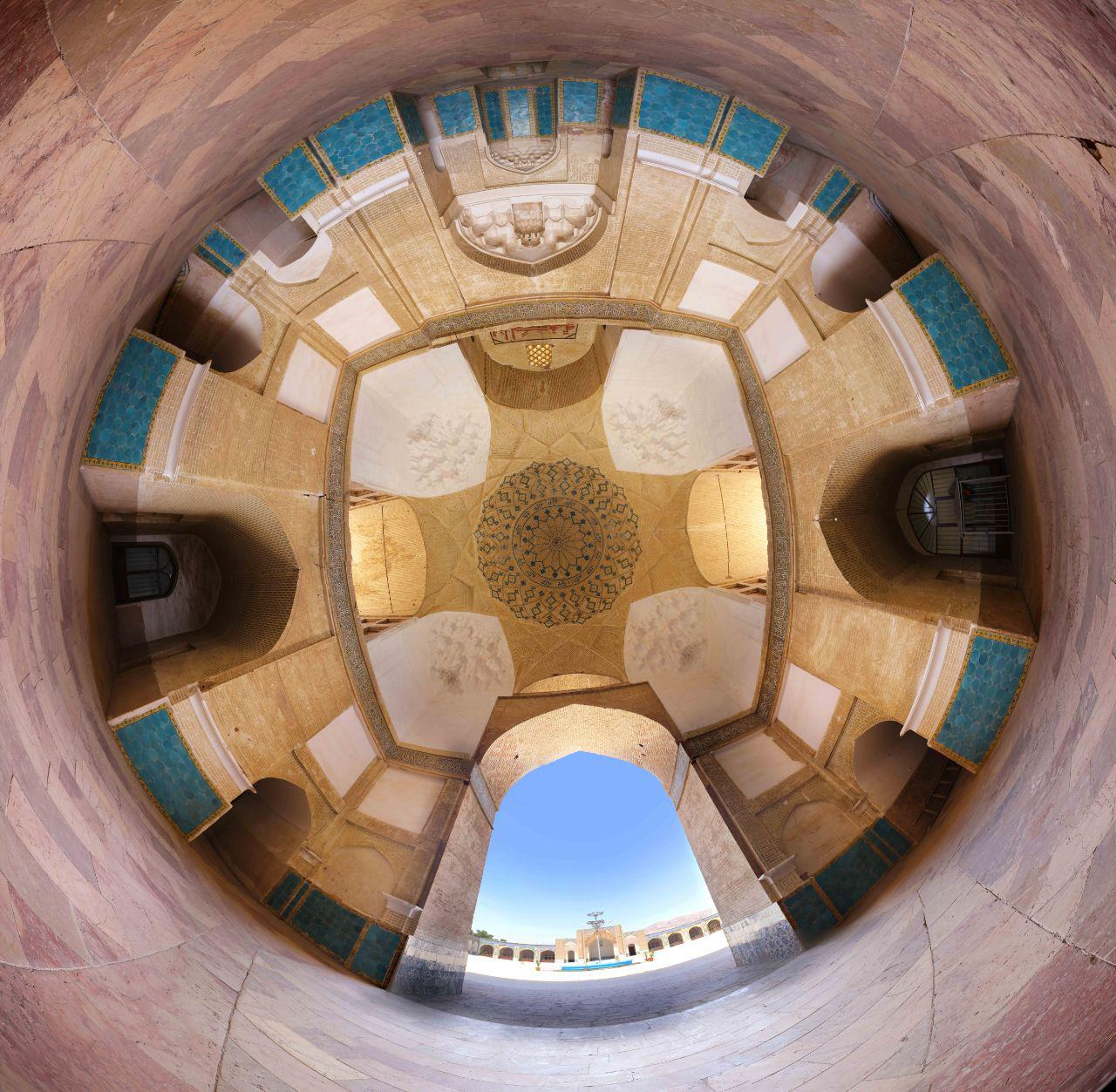
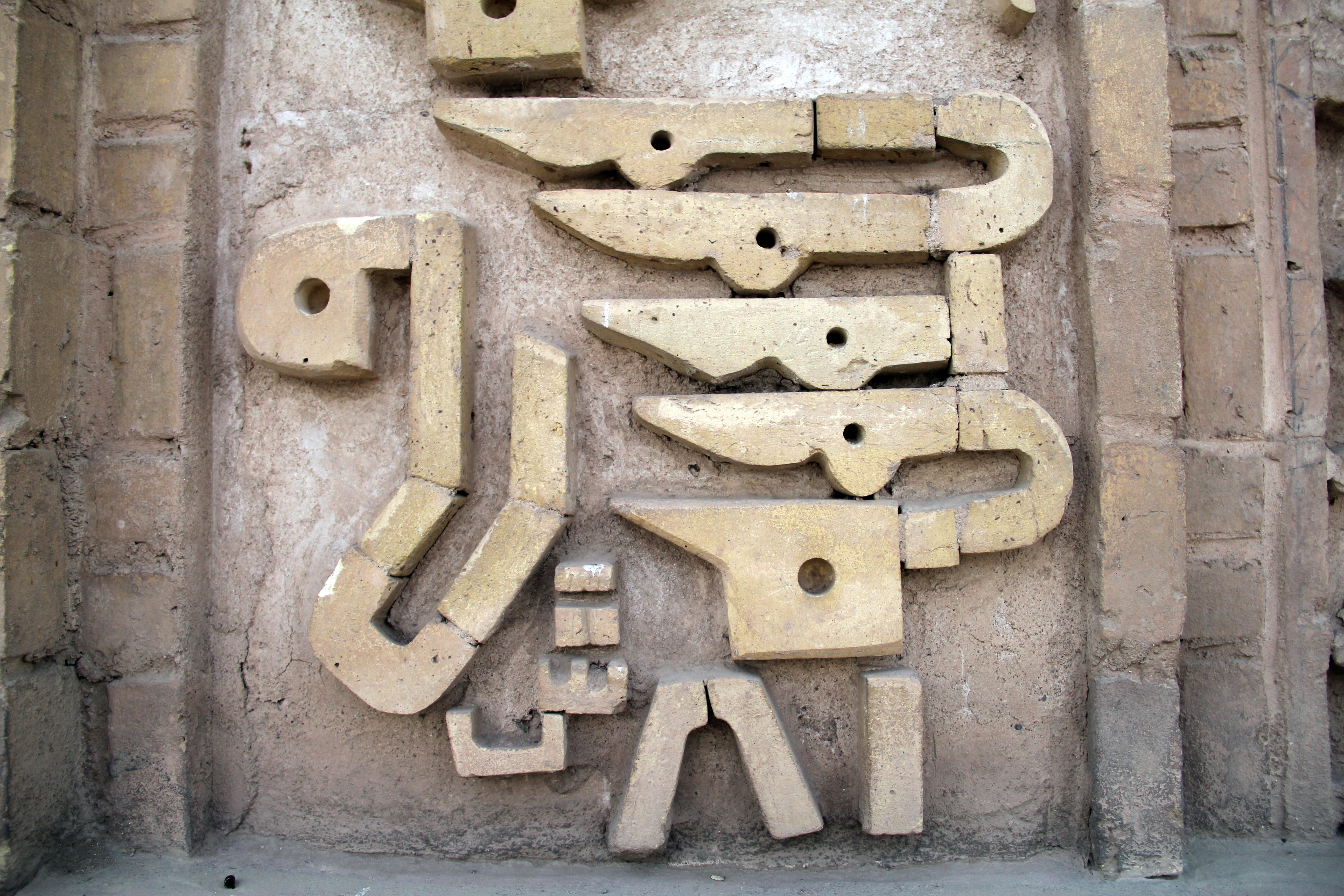
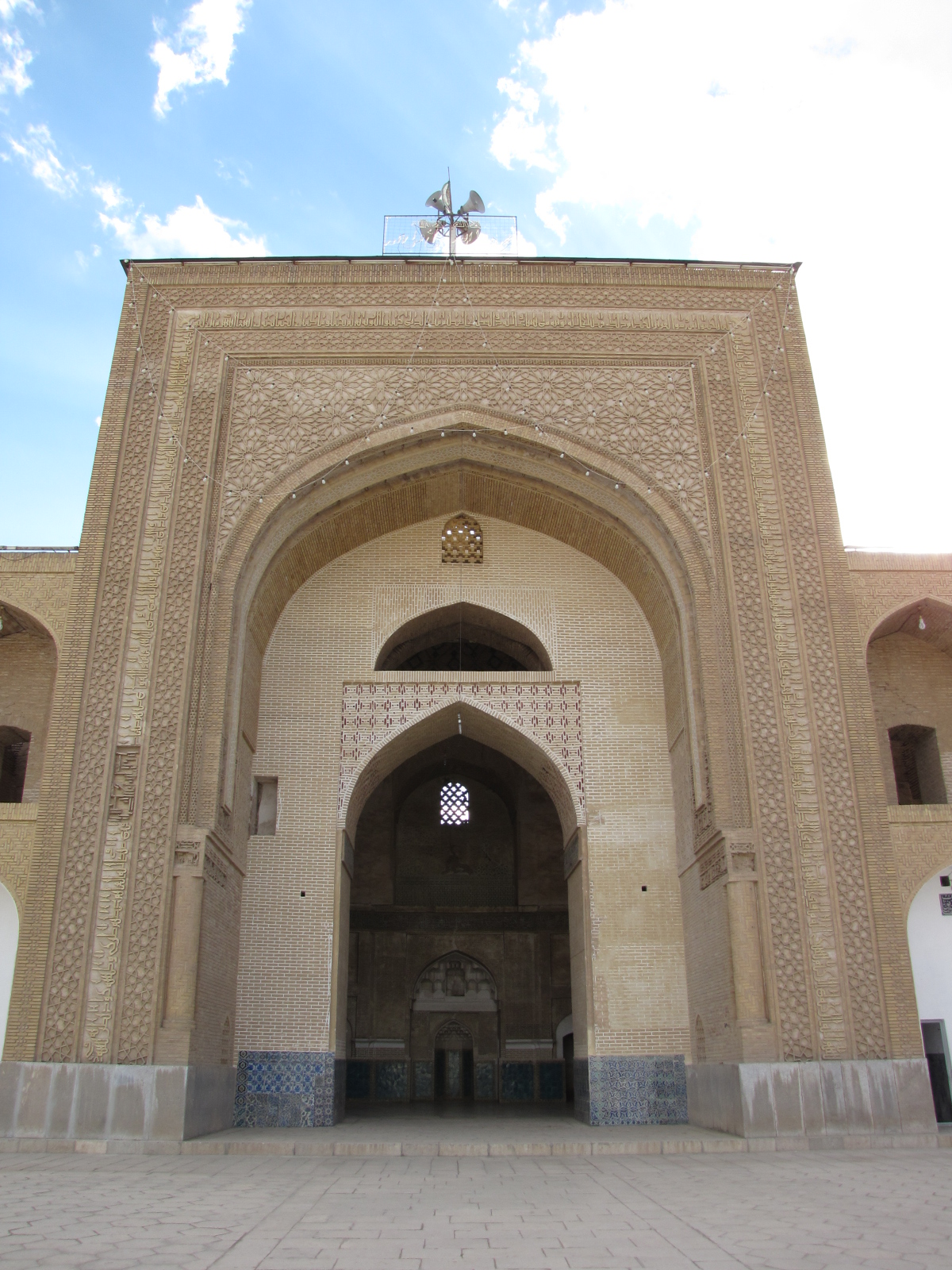
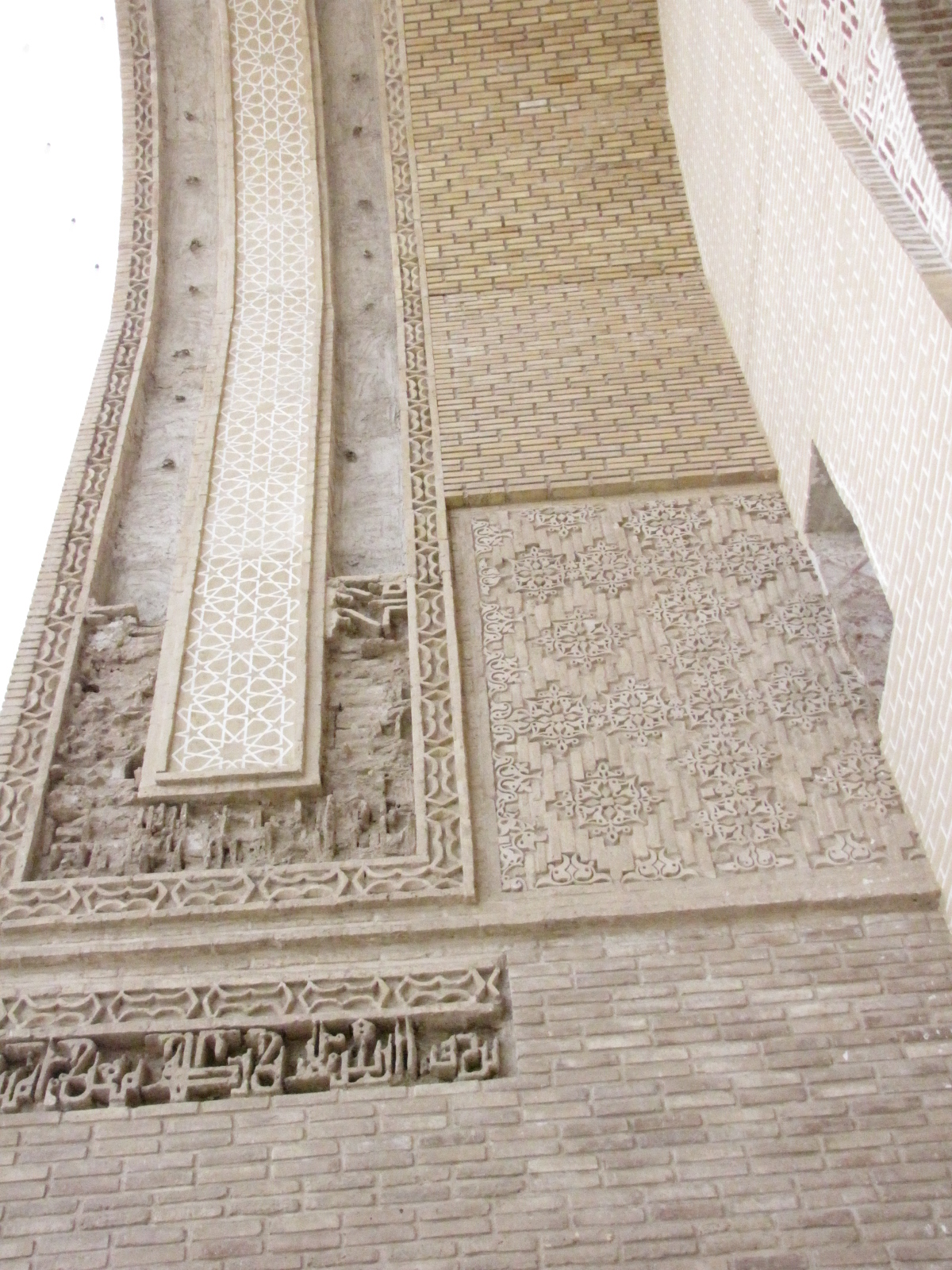
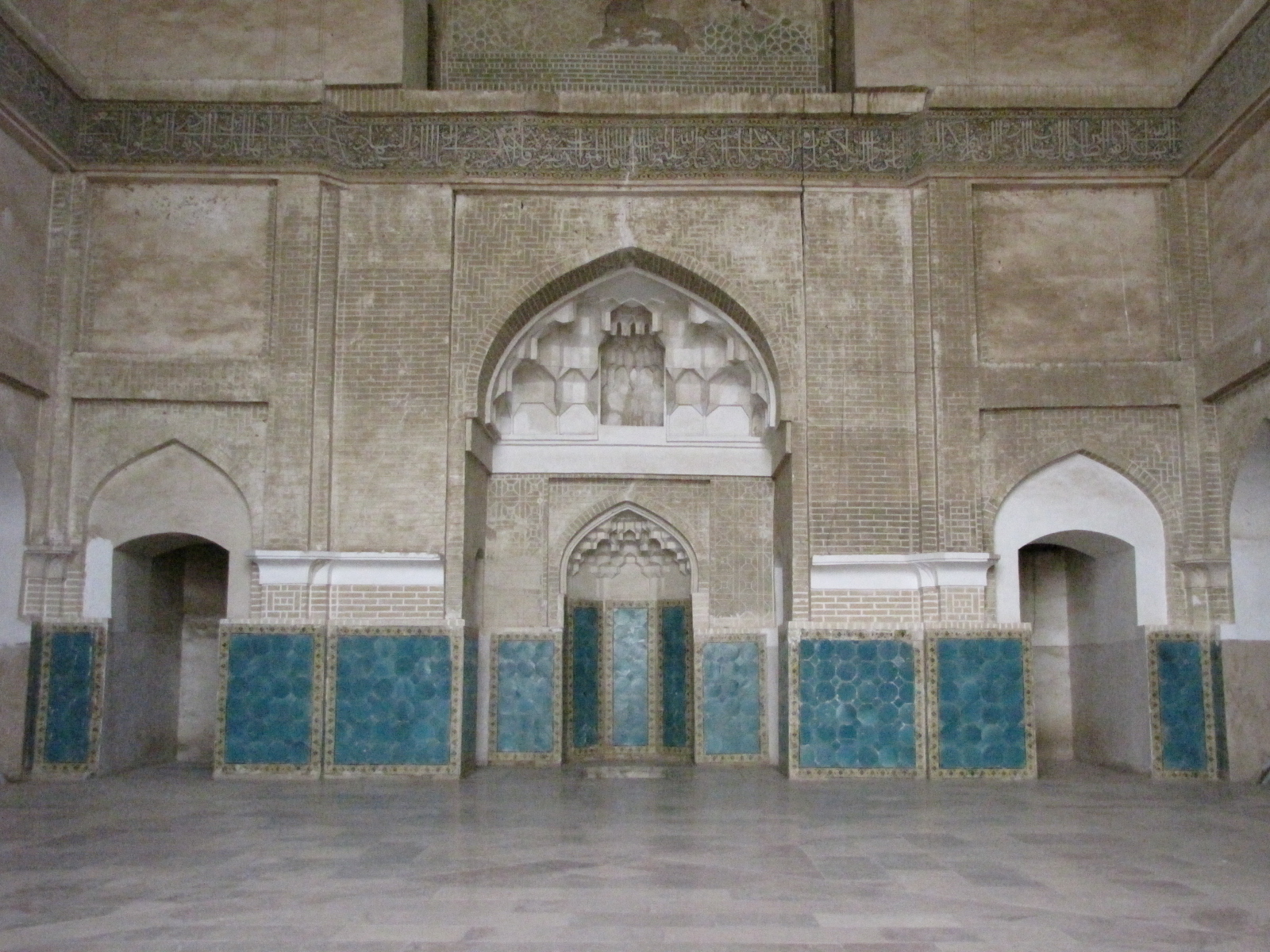
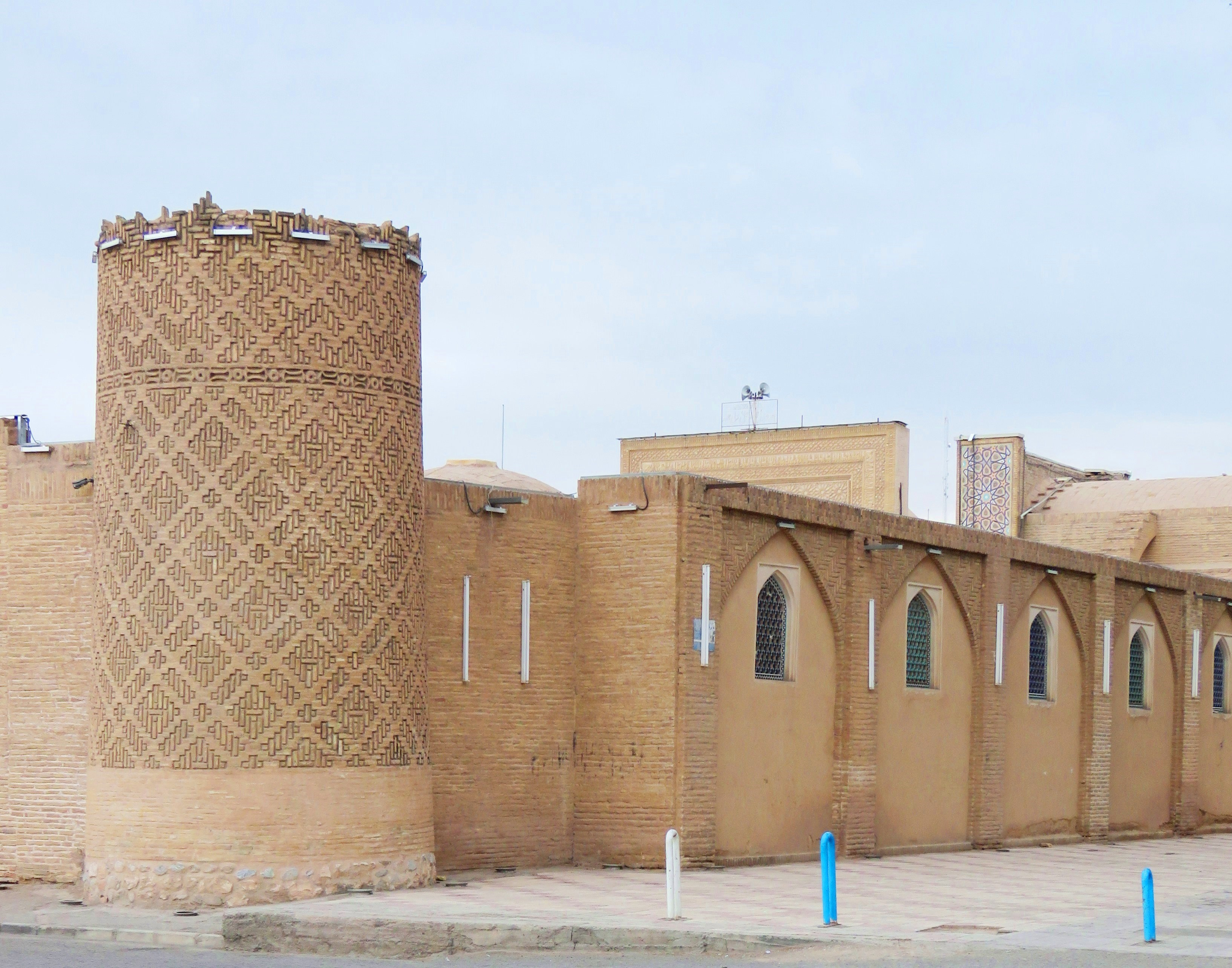
Tour seldjoukide

## Voir également
- Liste de mosquées d'Iran